# Gonolobus haussknechtii
Gonolobus haussknechtii är en oleanderväxtart som beskrevs av Karl Moritz Schumann. Gonolobus haussknechtii ingår i släktet Gonolobus och familjen oleanderväxter. Inga underarter finns listade i Catalogue of Life.